# Bernez Tangi
Pour les articles homonymes, voir Tangi.
 (juin 2017).
Si vous disposez d'ouvrages ou d'articles de référence ou si vous connaissez des sites web de qualité traitant du thème abordé ici, merci de compléter l'article en donnant les références utiles à sa vérifiabilité et en les liant à la section « Notes et références ».
Bernez Tangi, né le 11 juin 1949 à Carantec, est un poète en langue bretonne, également chanteur (chanson bretonne) et peintre.
Il a été avec Denez Abernot l'un des créateurs du groupe Storlok dans les années 1970, considéré comme le premier groupe de rock breton. 
Il a refusé le prix Du-mañ Du-se attribué par France 3 Ouest à son recueil Rod an Avelioù en 2001, pour protester contre la faible place du breton dans les médias publics. Il est de nouveau nommé pour les Prizioù en 2011 et enregistre à cette occasion un clip-tract, Gwerz ar skinwel e Breizh, dénonçant une nouvelle fois la situation de la langue bretonne à la télévision.

## Biographie
En 1987, il reçoit le prix Imram pour son recueil de poésie Fulennoù an Tantad. 
En 1988, il réalise pour la télévision un court métrage, An heliko a ya kuit da beder eur (L'hélico part à 4 h)
Il a enregistré quelques disques : Kest al lec'h (La Quête du lieu, cassette, 1990), Eured an diaoul (Les Noces du diable, 2001), Lapous an tan (2009).
Il a exposé quelquefois ses peintures, à Carhaix (1999), Quimper (2009).
Certains de ses poèmes ont été traduits, dans une dizaine de langues (anglais, lituanien, polonais, tchouvache, italien, allemand, flamand ou serbo-croate) et a ainsi été invité à présenter ses œuvres à l'étranger.
En 2003, il met en scène ses poèmes, en compagnie du guitariste Soïg Sibéril et de la chanteuse Nolwenn Korbell.Il a également eu trois enfants : Brendan, Branwenn et Gwion Tangi. 

## Publications
- 1987 : Fulennoù an tantad, Skrid (Mouladurioù Hor Yezh-Skrid)
- 2001 : Rod an Avelioù, Lesneven : Hor yezh (Mouladurioù Hor Yezh-Skrid)
- 2005 : Chien de feu (Tarv Ruz). Choix de poèmes traduits en français. Livre accompagné d'un CD des textes dits en breton par l'auteur.
- 2010 : Ar Saouzanenn, barzhonegoù, Skrid (Here), Priz Langleiz 2011
- 2015 : 1973, roman (Skrid)
- 2018 :  Dastumadeg an Anaon , barzhonegoù (Skrid)
- 2020 : An Arvest, barzhonegoù (Skrid)
- 2022 : Ar Rastellerez bras, roman (Skrid)
- 2023 : L'Oublie (Tarv Ruz), Choix de poèmes traduits en français. Livre accompagné d'un CD des textes dits en breton par l'auteur.

## Discographie

### avecStorlok
- 1978 : Gwerz An Dilabour /Gwerz maro Jorj Jackson (45 tours)
- 1979 : Stok ha Stok
- 2002 : Stok ha stok, Coop Breizh, CD 930 (réédition du disque vinyle)

### avec Pempbiz
- 2011 : Pempbiz (evit ar vugale)
- 2015 : Karantez, marv ha faltazi
- 2020 : Taol biz troad

### en solo
- 1990 : Kest al lec'h (cassette autoproduite)
- 2001 : Eured an diaoul (An Naer Produksion, CD 501)
- 2009 : Lapous an tan (Tarv Ruz, CD TR02)
- 2015 : L'animal entraîne l'homme (IXIISIS Records) — Single en collaboration avec l'artiste IXIISIS

## Pour approfondir